# Demetrio Battaglia
Demetrio Battaglia (Motta San Giovanni, 1º novembre 1959) è un politico italiano.

## Biografia
Laureato in Giurisprudenza, è avvocato cassazionista. Negli anni ottanta è stato consigliere comunale a Reggio Calabria tra le file della Democrazia Cristiana, e dal 2006 al 2007 assessore della provincia di Reggio Calabria nella giunta di centro-sinistra con presidente Giuseppe Morabito. Ha assunto anche gli incarichi di commissario dell'ente fiera di Reggio Calabria e vicepresidente dell'ASI.
Entra nel Consiglio regionale della Calabria nel 2008 subentrando come primo dei non eletti, tra le file della Margherita nella circoscrizione di Reggio Calabria, a Domenico Crea. Alle elezioni regionali del 2010 viene rieletto consigliere con oltre 9.000 preferenze tra le file del PD nella circoscrizione di Reggio Calabria-
Il 29 dicembre 2012 vince le primarie del PD in provincia di Reggio Calabria, indette per eleggere i candidati del partito al parlamento italiano in vista delle elezioni politiche del 2013 e viene candidato ed eletto alla Camera dei deputati in quinta posizione della lista PD nella circoscrizione Calabria, risultando poi eletto deputato per la XVII legislatura, dal 2013 al 2018.